# افلک
اَفلَک (به انگلیسی: Aflac) شرکت خدمات مالی آمریکایی است، که در زمینه ارائه خدمات بیمه، بیمه عمر و بیمه‌های عمومی فعالیت می‌نماید.
شرکت افلک در سال ۱۹۵۴ توسط سه برادر بنام‌های جان، پل و ویلیام اموس راه‌اندازی شد و در حال حاضر به‌عنوان بزرگترین ارائه‌دهنده خدمات بیمه‌های تکمیلی در ایالات متحده آمریکا شناخته می‌شود، همچنین بزرگترین تامین‌کننده خدمات بیمه عمر در کشور ژاپن به‌شمار می‌آید..
دفتر مرکزی این شرکت در شهر کولومبوس، جورجیا، ایالات متحده آمریکا قرار دارد و بخشی از سهام آن در بازارهای بورس نیویورک و بورس توکیو معامله می‌شود.